# Новий світовий порядок (книга)
«Новий світовий порядок» (англ. The New World Order) — книга англійського письменника Герберта Веллса, написана у 1940 році.
Веллс висловив думку, що "новий світовий порядок" повинен бути сформований на основі об'єднання народів світу, щоб принести мир і кінець війни. Вона була перевидана в 2007 році з ISBN 1-59986-727-3 .